# Leptanilla thai
Leptanilla thai is een mierensoort uit de onderfamilie van de Leptanillinae. De wetenschappelijke naam van de soort is voor het eerst geldig gepubliceerd in 1977 door Baroni Urbani.